# Guido Landert
Guido Landert, né le 3 novembre 1985 à Wattwil, est un sauteur à ski et coureur du combiné nordique suisse.

## Biographie
Guido Landert est actif en combiné nordique au début de sa carrière sportive, prenant part aux Championnats du monde junior en 2003, 2004 et 2005.
Sautant pour le club SC Speer Ebnat-Kappel, il a commencé en Coupe du monde de saut à ski en décembre 2005 à Lillehammer, finit dixième de son deuxième concours à Sapporo et s'est qualifié pour les Jeux olympiques de Turin, où il a terminé 7e par équipes.
En novembre 2006, il réalise sa meilleure performance dans l'élite avec une sixième place à la Coupe du monde de Kuusamo.
En 2008, alors âgé de 22 ans, il met fin à sa carrière sportive, ayant perdu la motivation.

## Palmarès

### Jeux olympiques
| Épreuve / Édition | Turin 2006 |
| Petit tremplin    | 48e        |
| Grand tremplin    | 37e        |
| Par équipes       | 7e         |

### Championnats du monde
| Épreuve / Édition | Sapporo 2007 |
| Petit tremplin    | 49e          |
| Grand tremplin    | 40e          |
| Par équipes       | 7e           |

### Championnats du monde de vol à ski
| Épreuve / Édition | Kulm 2006 | Oberstdorf 2008 |
| Individuel        |           | 23e             |
| Par équipes       | 6e        | 9e              |

### Coupe du monde
- Meilleur classement général : 42e en 2008.
- Meilleur résultat individuel : 6e.

#### Différents classements en Coupe du monde
| Année | Classement général final |
| 2006  | 47e                      |
| 2007  | 51e                      |
| 2008  | 42e                      |